# VI. Bahrám szászánida király
VI. Bahrám (? – 591) szászánida király.
Eredeti neve Bahrám Chubin. II. Huszrau uralkodása alatt Eran Spahod (tábornok, államvezető, hadügyminiszter). Magához ragadta a hatalmat és királlyá kiáltotta ki magát VI. Bahrám néven, egy rövid évig volt csak a Szászánida Birodalom királya 590-591-ben. Bahrám Chubin a parthus Mihran család leszármazottja volt.
Első katonai sikerét 589-ben Herátban aratta. Később legyőzte a türkök ötszörös túlerőben lévő seregét. Ez a győzelem a harci fegyelemnek és a Catafracta lovagság jobb kiképzésének köszönhető. Ezek segítségével be tudta keríteni és aztán le tudta győzni a törököket, megölve a türk jabgut is. Később egy bizánci földön elszenvedett kisebb vereség miatt II. Huszrau király lefokozta. Emiatt seregeivel fellázadt II. Huszrau ellen, és Ktésziphón ellen vonult. II. Huszrau nem tudott ellenállni ekkora katonai erőnek, és bizánci területre szökött. Ekkor Bahrám elfoglalta a trónt és VI. Bahrám néven rövid évig uralkodott 590-591-ben. Azonban a Birodalom számos nyugati tartománya, különösképpen Arménia, II. Huszrau pártjára állt, és fellázadt VI. Bahrám ellen.
VI. Bahrám nem tudta elfojtani a lázadást, és mikor II. Huszrau visszatért egy 70 000 fős sereg élén (melynek nagy részét a bizánci Maurikiosz császár adta mellé), elszökött a mai Azerbajdzsán területére az őt támogató török törzsekkel. Nem sokkal később a törökök vezére megölette, hogy elkerülje az összeütközést II. Huszrauval. Sok legenda maradt fenn VI. Bahrám hőstetteiről a perzsa irodalomban.

## Fordítás
- Ez a szócikk részben vagy egészben  a   Dinastía sasánida című spanyol Wikipédia-szócikk fordításán alapul.  Az eredeti cikk szerkesztőit annak laptörténete sorolja fel. Ez a jelzés csupán a megfogalmazás eredetét és a szerzői jogokat jelzi, nem szolgál a cikkben szereplő információk forrásmegjelöléseként.